# Constructivism (artă)
Constructivismul este o mișcare artistică, ce s-a născut în Uniunea Sovietică, imediat după Revoluția bolșevică. A fost influențată de futurismul rusesc (a mai multor artiști plastici ruși) și suprematism, fondat de pictorul Kazimir Malevici.

## Prezentare generală
Suprematismul tindea spre o totală abstracție geometrică, spre valori metafizice asociate cu materiile sau structurile. Kazimir Malevici teoretiza „conștiința cosmică” (P.D. Uspenski): „Pictura mea nu aparține numai Pământului, Pamântul a rămas în urmă ca o casă devorată de viermi.” (Malevici)
Constructivismul era privit ca o nouă estetică, ca un efort de a armoniza arta cu producția industrială, ca un efort de a-i uni pe intelectuali și pe muncitori, de a șterge granițele dintre muncă și artă.

## Artiști ai constructivismului clasic
Artiștii plastici sunt aranjați în ordine cronologică a anilor de naștere:
- Kasimir Malevich (1878 - 1935), pictor ucrainean
- Vadim Meller (1884-1962), pictor, ilustrator, scenograf și arhitect ruso-ucrainean
- Piet Mondrian (1872-1944), pictor olandez
- Vladimir Tatlin (1885-1953), pictor rus
- Antoine Pevsner (1886-1962), pictor și sculptor rus
- Marc Chagall(1887-1985), pictor bielorus
- Ljubov Popova (1889-1924), pictoriță rusă
- El Lissitzky (1890-1941), pictor, grafician, arhitect, tipograf și fotograf rus
- Konstantin Stepanovitch Melnikov (1890-1974), arhitect rus
- Naum Gabo (1890-1977), pictor, arhitect și designer rus
- Alexander Rodtschenko (1891-1956), pictor, grafician, fotograf și arhitect rus
- Varvara Stepanova (1894-1958), pictoriță, scenografă și textildesigner rusă
- Gustav Klutsis (1895-1938), fotograf leton
- László Moholy-Nagy (1895-1946), pictor și fotograf american (USA) de origine maghiară
- Rudolf Jahns (1896-1983), pictor german
- László Péri (1899?-1967), sculptor și pictor britanic de origine maghiară
- Vasiliy Yermilov (1894–1968), pictor și designer ruso-ucrainean

## Constructivismul românesc
Constructivismul românesc s-a grupat în special în jurul revistei Contimporanul condusă de Ion Vinea. Constructiviștii subliniau necesitatea unei corespondențe între artă și spiritul contemporan al tehnicii moderne care inventează forme noi, conturând natura. Ion Vinea a solicitat drept colaboratori ai revistei pe scriitorii Tudor Arghezi, Ion Barbu, Camil Petrescu, dar și pictori și sculptori dintre care Constantin Brâncuși. Alte reviste constructiviste din România s-au numit 75 HP și Punct.